# Lone Gram
Lone Gram (født 10. august 1960, Virum) er en dansk bakteriolog og professor i bakteriologi på DTU Systembiologi ved Danmarks Tekniske Universitet. Hendes forskningsområde er bakteriel øko-fysiologi og bioteknolog, herunder bakterier i have, dambrug, bakteriers kommunikation, bakteriers interaktion og bakteriers probiotiske egenskaber.
Gram blev uddannet levnedsmiddelkandidat på Den Kongelige Veterinær- og Landbohøjskole fra 1980-1985, og tog herefter en ph.d. i mikrobiologi fra samme sted, som hun færdiggjorde i 1989. Herefter blev hun ansat som laboratorierteknikker, før hun i 1993 blev ansat som forsker på Fiskeriministeriets Forsøgslaboratorium. I 1995 og 1999 var hun gæsteforsker på University of New South Wales i Sydney, Australien. Hun blev forfremmet til forskningsrådsprofessor i 2000. I 2005 blev hun ansat som forskningsprofessor på DTU, og i 2011 blev hun professor. I 2009 var hun gæsteforsker på Havard Medical School i Boston.
Hun har udgivet over 250 række videnskabelig artikler, og har et H-index på 78.
Hun var redaktør på Applied and Environmental Microbiology fra 2006-2012. I perioden 2008-2011 var hun medlem af Danmarks Forskningspolitiske Råd, og siden 2013 har hun været medlem af Det Frie Forskningsråd.
I 2016 modtog hun Villum Kann Rasmussens Årslegat for sin forskning.
Hun er barnebarn af den danske bakteriolog Christian Gram, der er kendt for opfindelsen af Gramfarvning.